# 相泊
相泊（あいどまり）は、北海道目梨郡羅臼町の町丁。郵便番号は086-1806。
知床半島の羅臼町側の車道は当地で行き止まりとなっている。

## 地理
羅臼市街から北海道道87号知床公園羅臼線を北東に23キロメートル進んだどん詰まりの位置に存在する。

### 地名の由来
「北西風の時の入江」を意味するアイヌ語の「アイ・トマリ」に由来するとする資料や「細き流れのある湾」を意味するアイヌ語に由来するとする資料が存在する。

## 年表
- 1899年（明治32年） - 相泊温泉が発見される[4]。
- 1947年（昭和22年）8月 - 相泊地区に樺太、千島などからの引き揚げ漁民が八戸入植する[3]。
- 1970年（昭和45年） - 車道が開通[3]。

## 小・中学校の校区
公立小中学校に通う場合、校区は以下の通りとなる。
| 小学校             | 中学校                 |
| ------------------ | ---------------------- |
| 羅臼町立羅臼小学校 | 羅臼町立知床未来中学校 |

## 施設
- 相泊温泉

## 交通

### バス
- 阿寒バス知円別線が7 - 8月の一部期間のみ相泊集落まで延長運行される[6]。

### 道路
- 北海道道87号知床公園羅臼線